# Howard Post
Howard Post (né le 2 novembre 1926 et mort le 21 mai 2010) est un auteur de comics ayant travaillé pour Harvey Comics, DC Comics et Marvel Comics. Il est aussi l'auteur du comic strip The Dropout.

## Biographie
Howard Post naît le 2 novembre 1926 à New York. Après avoir étudié à l'école d'animation Hastings à New York, il commence à travailler pour les Famous Studios comme intervalliste dans les années 1940. Dans le même temps il dessine des comics pour DC Comics se spécialisant dans les revues enfantines ou humoristiques comme More Fun Comics, Comics Cavalcade et Western Comics. Il signe aussi des histoires pour Features Comics. Dans les années 1950, il continue à travailler dans ce style mais plutôt pour Atlas où il dessine aussi des histoires d'horreur publiées dans Journey into Mystery et Mystery Tales. Il est aussi présent chez Harvey Comics où il crée le personnage de Spooky, est le dessinateur principal de la série Hot Stuff et dessine des épisodes de plusieurs comics publiés par Harvey comme Richie Rich, Casper le gentil fantôme, Wendy la gentille petite sorcière, etc. 
À partir du milieu des années 1960, il est un des directeurs au Paramount Cartoon Studios et écrit les scénarios de nombreux dessins animés comme Beetle Bailey, Krazy Kat, Archie's TV Funnies, La Bataille des planètes, Cosmocats etc. Cela ne l'empêche pas de travailler aussi pour DC Comics (Anthro et d'autres comics humoristiques comme Dean Martin & Jerry Lewis). En 1968 il crée le comic strip The Dropouts qui durera jusqu'en 1982. Dans les années 1980, il travaille pour Marvel Comics où il dessine des adaptations en comics de dessins animés comme Heathcliff ou Danger Mouse. Il est aussi un temps professeur à la School of Visual Arts de New York. Il meurt le 21 mai 2010 à Hackensack dans le New Jersey d'une complication de la maladie d'Alzheimer,.